# Прва књига Самуилова
Прва књига Самуилова једна је од књига Старога завета. Аутор је анониман. Знамо да је Самуило написао једну књигу (1. Самуилова 10:25), а веома је могуће да је он написао и део ове књиге. Други могући доприносиоци Првој Самуиловој књизи су пророци/историчари Натан и Гад (1. Дневника 29:29).
Првобитно, Прва и Друга Самуилова књига су биле садржане у једној књизи. Преводиоци Септуагинте су их раздвојили и ми смо задржали ту поделу. Догађаји из Прве Самуилове књиге су се десили у временском распону од приближно 100 година, од 1100. п. н. е. до 1000.године пре Христа. Догађаји из Друге Самуилове књиге обухватају наредних 40 година. Тако да би датум писања могао бити после 960. п. н. е.
Прва Самуилова бележи историју Израела у Кананскоји земљи у времену када прелазе из владавине судија у уједињену нацију под владавином царева. Самуил се појављује као последњи судија, и помазује прва два краља, Саула и Давида. 

## Практична примена
Трагична прича о Саулу ни поучава о изгубљеној могућности. Био је човек који је имао све —част, власт, богатство, добар изглед и још доста тога. Али је ипак умро у очају престрављен од непријатеља, знајући да је изневерио свој народ, своју породицу и свог Бога.
Саул је погрешио мислећи да би могао да угоди Богу кроз непослушност. Као и многи данас, он је веровао да ће за своје лоше понашање имати добар разлог. Можда је на њега утицала његова моћ, па је почео да размишља да је он изнад правила. Он је на неки начин створио ниско мишљење о Божијој заповести, а високо мишљење о себи. Чак и када се суочио са својим преступом, покушао је да оправда себе, онда када га је Бог одбацио (15:16-28).
Саул има проблем са којим се ми сви суочавамо —проблем са срцем. За успех је неопходна послушност Богу, а ако смо ми поносни побуњеници против њега, сами себе смо одредили за неуспех.
Давид, са друге стране, у почетку није обећавао много. Чак је Самуило био у искушењу да се не обазире на њега (16: 6-7). Али Бог види срце и видео је у Давиду човека по свом срцу (13:14). Давидова понизност и интегритет, заједно са његовом одважношћу према Господу и посвећеност молитвама, је добар пример за све нас. 

## Кључни стихови
“Али Самуилу не би по вољи што рекоше: ’Дај нам цара да нам суди’. И Самуило се помоли Господу. А Господ рече Самуилу: ‘Послушај глас народни у свему што ти говоре; јер не одбацише тебе него мене одбацише да не царујем над њима’” (1 Самуило 8:6-7).
“Тада рече Самуило Саулу: Лудо си радио што ниси држао заповести Господа Бога свог, коју ти је заповедао; јер би сада Господ утврдио царство твоје над Израелом довека. А сада царство твоје неће се одржати. Господ је нашао себи човека по срцу свом, и њему је заповедио Господ да буде вођа народу Његовом, јер ниси држао шта ти је заповедио Господ” (1 Самуило 13:13-14).
“Али Самуило рече: ‘Зар су миле Господу жртве паљенице и приноси као кад се слуша глас Његов? Гле, послушност је боља од жртве и покорност од претилине овнујске. Јер је непослушност као грех од чарања, и непокорност као сујеверство и идолопоклонство. Одбацио си реч Господњу, зато је и Он тебе одбацио да не будеш више цар’" (1 Самуило 15:22-23). 